# 切爾維亞克島
切爾維亞克島是俄羅斯的島嶼，屬於北地群島的一部分，位於共青團員島西北約11公里的喀拉海，由克拉斯諾亞爾斯克邊疆區負責管轄，長0.75公里、寬0.25公里，島上無人居住。